# Kablewa
Kablewa este o comună rurală din departamentul N'guigmi, regiunea Diffa, Niger, cu o populație de 3.918 locuitori (2001).